# Kúla község
Kúla község (szerbül Општина Кула / Opština Kula) közigazgatási egység Szerbiában, a Vajdaságban, a Nyugat-bácskai körzetben. A község területe 481 km², központja Kúla város, emellett még egy város (Cservenka) és öt falu tartozik még hozzá. A község lakossága 2002-ben 48.353 fő volt, a természetes szaporulat értéke pedig -4,5‰. A községben 8 általános és 4 középiskola van.

## A község települései
| \| Zombor község Topolya község Kis- hegyes Hódság község Verbász község KÚLA Bácsistensegíts Szivác Istenvelünk Cservenka Veprőd Bácskeresztúr \| \| térkép szerkesztése \| |                    |                   |                 |
| Magyar név | Szerb név (cirill) | Szerb név (latin) | Népesség (2011) |
| Bácskeresztúr | Руски Крстур       | Ruski Krstur      | 4579            |
| Cservenka | Црвенка            | Crvenka           | 9003            |
| Istensegíts | Липар              | Lipar             | 1486            |
| Istenvelünk | Нова Црвенка       | Nova Crvenka      | 422             |
| Kúla | Кула               | Kula              | 17973           |
| Szivác | Сивац              | Sivac             | 7840            |
| Veprőd | Крушчић            | Kruščić           | 1859            |
| Zombor község Topolya község Kis- hegyes Hódság község Verbász község KÚLA Bácsistensegíts Szivác Istenvelünk Cservenka Veprőd Bácskeresztúr                                 |                    |                   |                 |
| térkép szerkesztése |                    |                   |                 |

## Etnikai összetétel
A 2002-es népszámlálás szerint a községben abszolút többségben voltak a szerbek.
- szerbek: 25 152 fő (52,01%)
- montenegróiak: 7902 fő (16,34%)
- ruszinok: 5398 (11,16%)
- magyarok: 4082 fő (8,44%)
- ukránok: 1453 fő (3%)
- horvátok: 806 fő (1,66%)
- jugoszlávok: 740 (1,53%)
- egyéb

Cservenka, Istensegíts, Istenvelünk és Szivác abszolút szerb, Bácskeresztúr abszolút ruszin többségű, Kúla relatív szerb, Veprőd relatív montenegrói többségű. Legtöbb magyar Kúlán él, 2738 fő (14,2%).